# Dolenji Suhor pri Vinici
Dolénji Súhor pri Vínici je naselje v Sloveniji.

## Geografija
Povprečna nadmorska višina naselja je 160 m.
Pomembnejša bližnja naselja so: Dragatuš (3 km), Vinica (7 km) in Črnomelj (11 km).